# Kuching
Kuching, der tatsächlichen Aussprache ähnlicher aber seltener Kutsching, (früher: Kucing) ist die Hauptstadt des malaysischen Bundesstaates Sarawak. Mit 634.517 Einwohnern (2006) ist sie die größte Stadt auf der Insel Borneo.

## Geographie
Kuching liegt im Nordwesten Borneos einige Kilometer oberhalb der Mündung des Flusses Sarawak ins Südchinesische Meer.

## Klima
Das Klima in Kuching ist tropisch, durchgängig heiß und regenreich. Der durchschnittliche jährliche Niederschlag beträgt 4000 Millimeter. Der meiste Regen fällt während des Monsun von Dezember bis Februar. Die Temperatur beträgt 26 Grad Celsius im Jahresmittel.

## Geschichte

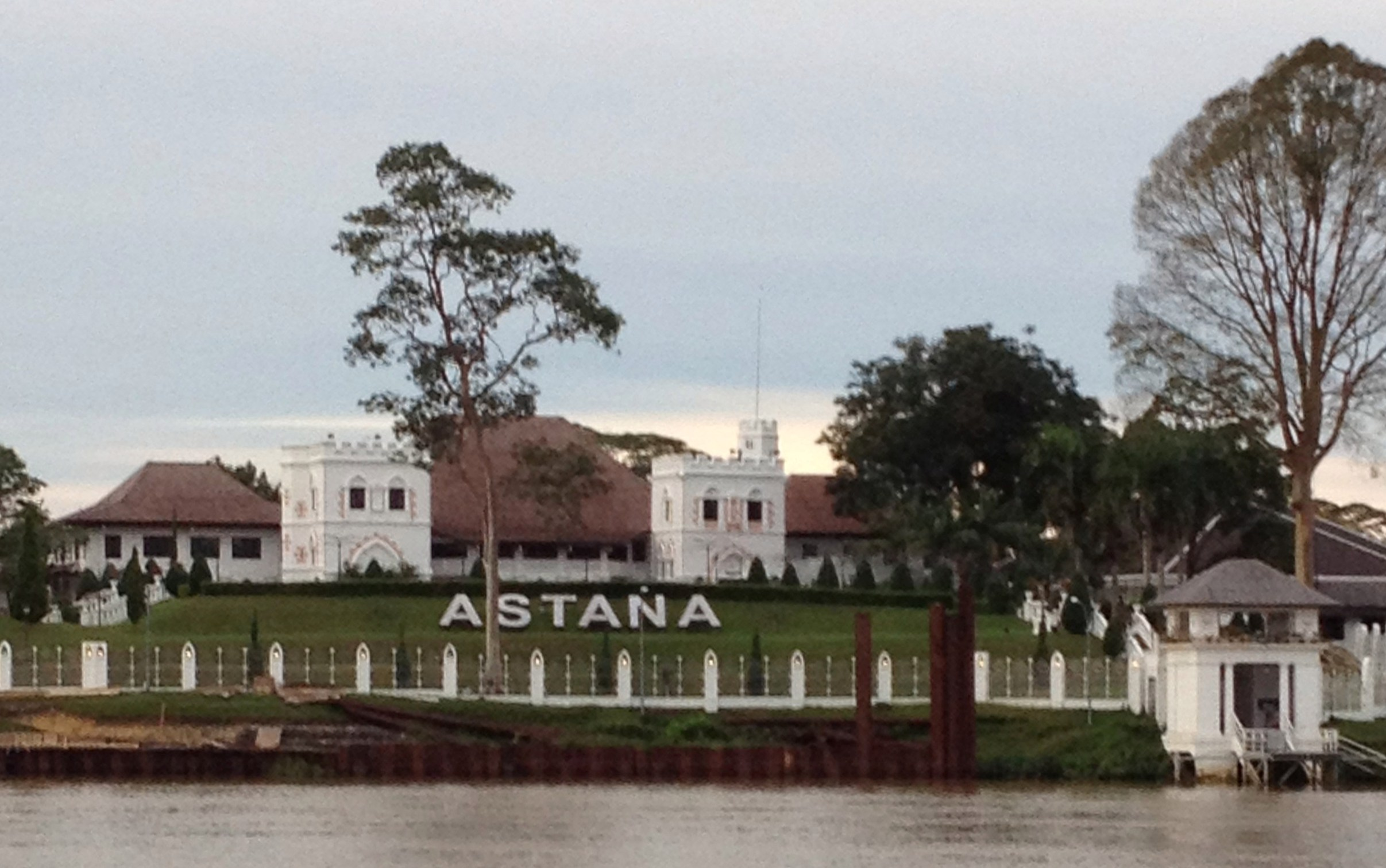
Die Astana. Sitz des Gouverneurs von Sarawak. (Astana = malaiisch für Palast)

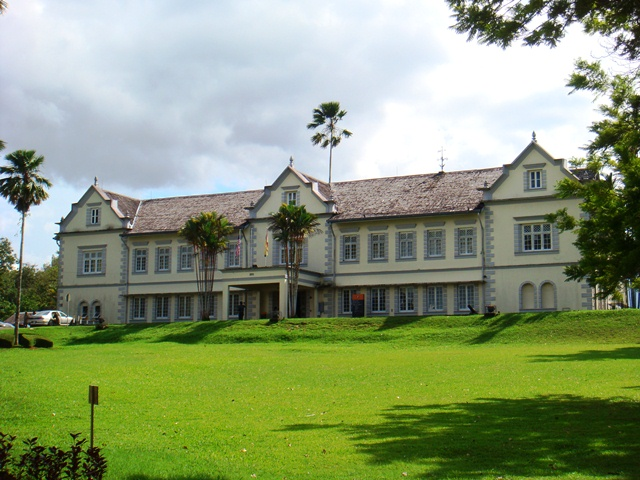
Das Sarawak-Museum in seiner 1911 um einen Flügel erweiterten Form

### Die Weißen Rajas
Der Name der Stadt Kuching (kucing) bedeutet in der malaiischen Sprache Katze und soll vom Bukit Mata Kuching, einem Hügel im Zentrum der Stadt, herstammen. Es gibt aber auch eine ganze Reihe anderer Deutungen für den Namen der Stadt, den sie auch erst 1872 offiziell erhielt. Zuvor wurde die Stadt Sarawak genannt.
Anfang des 19. Jahrhunderts war Kuching eine kleine Siedlung am Ufer des Sarawak. Als James Brooke 1841 erster Weißer Raja in Sarawak wurde, machte er die nun schon größere Siedlung zu seiner Residenz. 1848 übernahm Brooke das 1847 fertiggestellte zweistöckige Holzgebäude der deutschen lutherischen Gemeinde in Kuching – Pfarrer Rupe war nach Deutschland zurückgekehrt – als Gerichtsgebäude.
Durch den zweiten Weißen Raja, Charles Johnson Brooke, wurden die meisten der historischen Gebäude der Stadt errichtet. 1870 baute er die heutige Astana (Gouverneurspalast), seine Residenz für sich und seine Frau. Fort Margherita – 1879 als Sicherung gegen Piratenüberfälle fertiggestellt – benannte Charles Brooke nach seiner Frau Margaret Alice Lili de Windt, der Rani. Das Sarawak-Museum baute er 1891 im Stil eines französischen Rathauses.

### Stadtbaugeschichte
Der Beginn der Siedlung wurde durch chinesische Händler eingeleitet. Der älteste Tempel der Stadt, der chinesische Tua Pek Kong Tempel am Beginn der heutigen Jalan Main Bazaar, kann seine Geschichte bis 1770 zurückverfolgen. Der Tempel liegt am Fluss an einen Hügel angelehnt, nach Feng-Shui-Tradition, und vor dem Tempel lag der erste Marktplatz der Siedlung.
Als James Brooke 1839 zum ersten Mal die Siedlung am Sarawak besuchte, bestand bereits eine Häuserreihe am Ufer, später Main Bazaar genannt, und Schiffsanlegestellen für den Warenumschlag vor der Häuserzeile.
Ursprünglich waren alle Gebäude der Stadt in Holzbauweise errichtet. Als erste wurden seit 1872 die Holzhäuser der entlang des Flusses gelegenen Straße Main Bazaar durch Bauten aus Ziegelstein mit Tonziegeldächern ersetzt. Aber noch am 20. Januar 1884 brannten 160 Holzhäuser in der Stadt – in dem heutigen Altstadtbereich hinter der Main Bazaar – ab. Die erste Generation der Steinbauten wurde im Kolonialstil errichtet. Mit dem Aufkommen von Art déco in den 1920er Jahren wurden in den folgenden Jahrzehnten viele Kolonialstilbauten durch Art-déco-Bauten ersetzt.

### Bevölkerung
Im Laufe des 20. Jahrhunderts haben sich in Kuching hauptsächlich Malaien, Chinesen und Angehörige verschiedener indigener Dayak-Volksgruppen wie den Bidayuh, Iban oder Kenyah angesiedelt.
Die chinesische Bevölkerung besteht größtenteils aus Fujianesen (Hokkien) in den urbanen Bereichen und Hakka in den ländlichen Bereichen.
Kuching ist geteilt in einen nördlichen und einen südlichen Teil; beide Ortsteile haben eigene Bürgermeister. Der eine Teil wird hauptsächlich von chinesischstämmigen Einwohnern bewohnt, der andere von Malaien.

## Kultur und Sehenswürdigkeiten

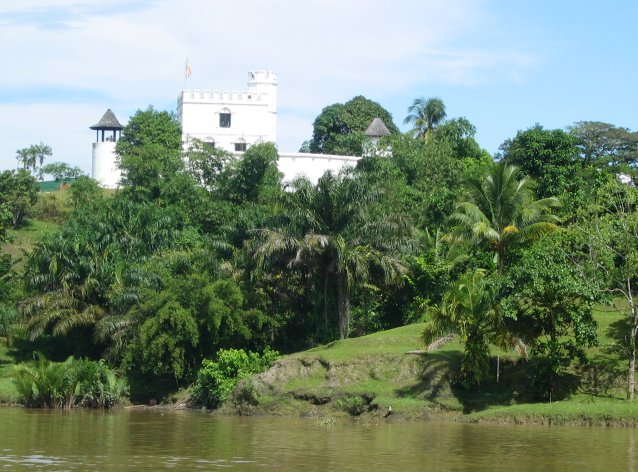
Fort Margherita

### Stadt

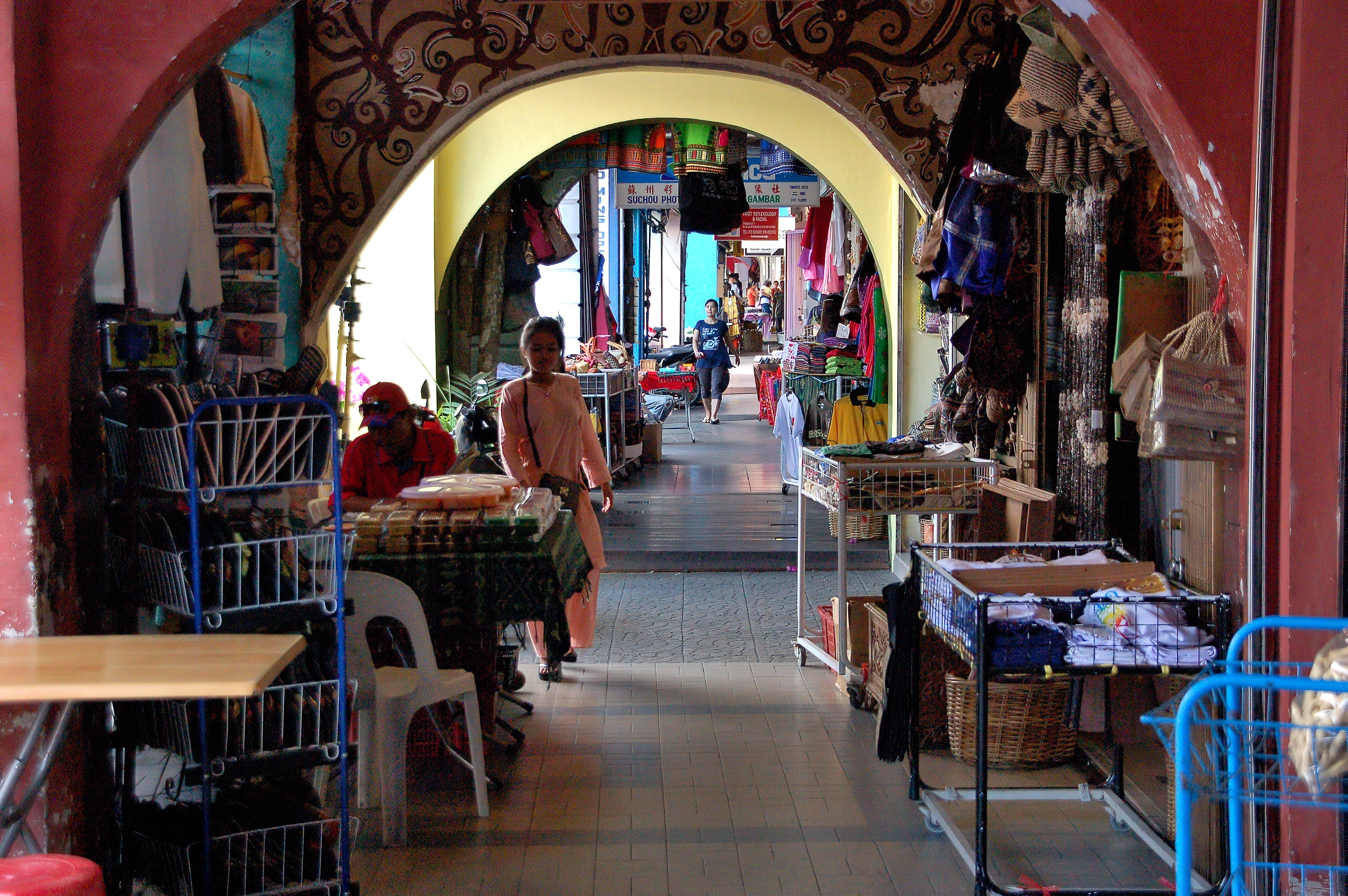
Straßenhändler in Kuching

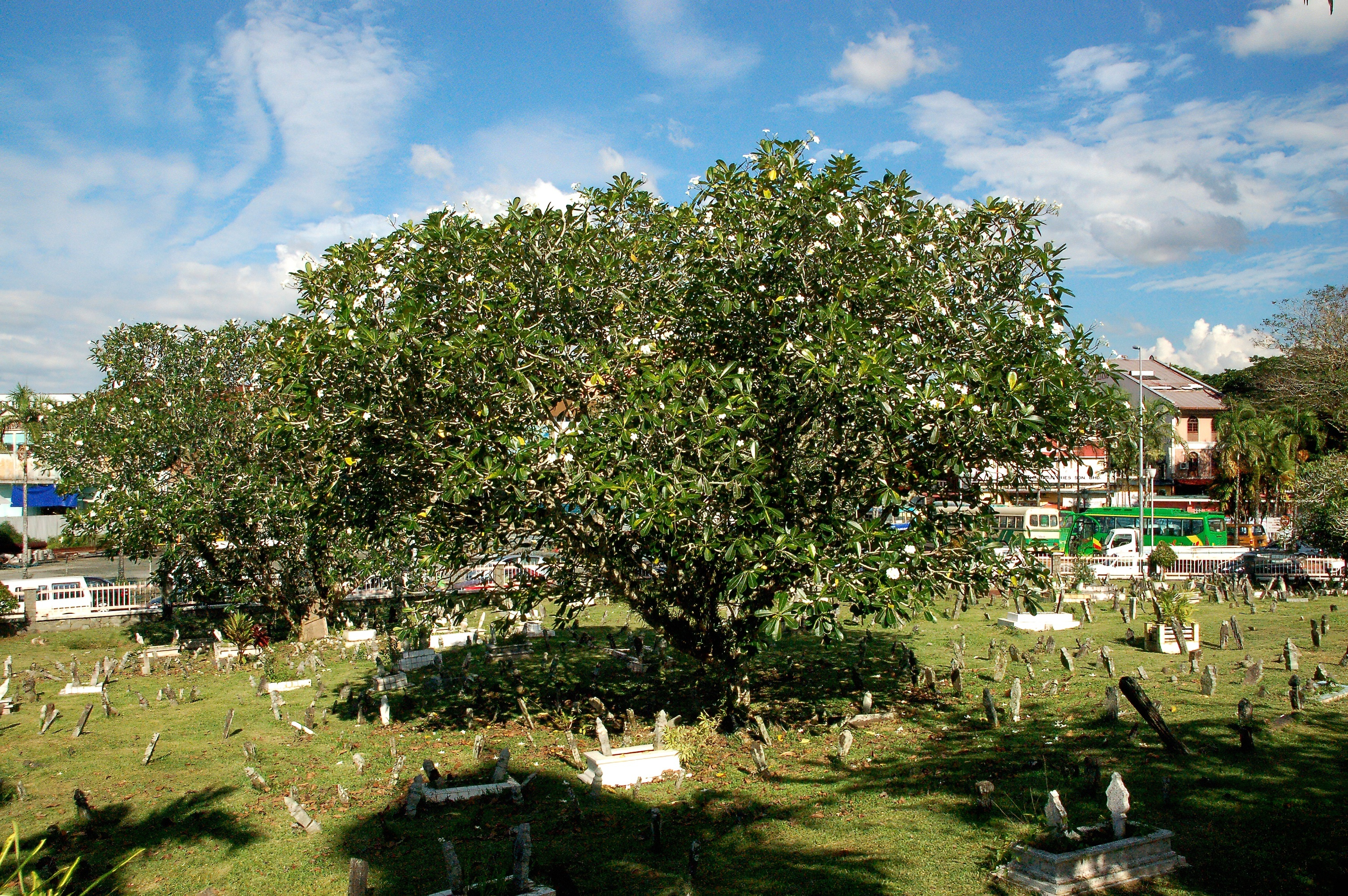
Friedhof in Kuching

Sehenswürdigkeiten der Stadt sind das Fort Margherita, dessen unmittelbarer Zugangsweg bereits durch den Botanischen Garten führt, tatsächlich ein sehenswerter großer öffentlicher Park, das Sarawak-Museum, das Naturkunde-Museum, das Textil-Museum, das Katzen-Museum und verschiedene Katzenstatuen in der ganzen Stadt, der buddhistische Tua Pek Kong Tempel und die Altstadt mit dem Markt, einem wet market.
Die Kuching Waterfront ist die Uferpromenade der Stadt am Fluss Sarawak. Entlang der Waterfront läuft die Jalan Main Bazaar mit ihren Kolonialstil- und Art-déco-Bauten. An der Waterfront stehen das 1912 als Verwaltungsgebäude für die chinesische Gemeinde errichtete nunmehrige Chinesische Museum, der 1879 erbaute Square Tower und das Gebäude der Sawarak Steamship Company von 1930.
Auch die Alten Gerichtsgebäude (Old Court House Complex), die die Main Bazaar abschließen, stehen an der Waterfront. Die seit 1868 auf dem Gelände der ehemaligen deutschen lutherischen Gemeinde errichteten Alten Gerichtsgebäude – sechs an der Zahl und ursprünglich Court House genannt – wurden seit ihrer Fertigstellung 1874 auch für die gesamte Verwaltung, der Post und der 1875 gegründeten Sawarak Steamship Company genutzt. Das vorherige Gerichtsgebäude aus Holz war 1868 abgerissen worden. Von diesem Holzbau von 1847 sind noch Reste einer Eingangstreppe aus Backstein erhalten.
Der Gebäudekomplex der Alten Gerichtsgebäude wurden im Laufe der Jahrzehnte durch Anbauten und Erstellung weiterer Gebäude vergrößert. Zuletzt von den Japanern während der japanischen Besatzungszeit in Kuching im Zweiten Weltkrieg vom 24. Dezember 1941 bis 11. September 1945 durch ein zweistöckiges Gebäude – im Gegensatz zu den einstöckigen sonstigen Gebäuden – aber im gleichen Stil gehaltenen Bau. Die Alten Gerichtsgebäude wurden bis zum Jahr 2000 von der Stadtverwaltung genutzt und dienen seit 2003 für Gastronomie, Ausstellungen und Tourismus.

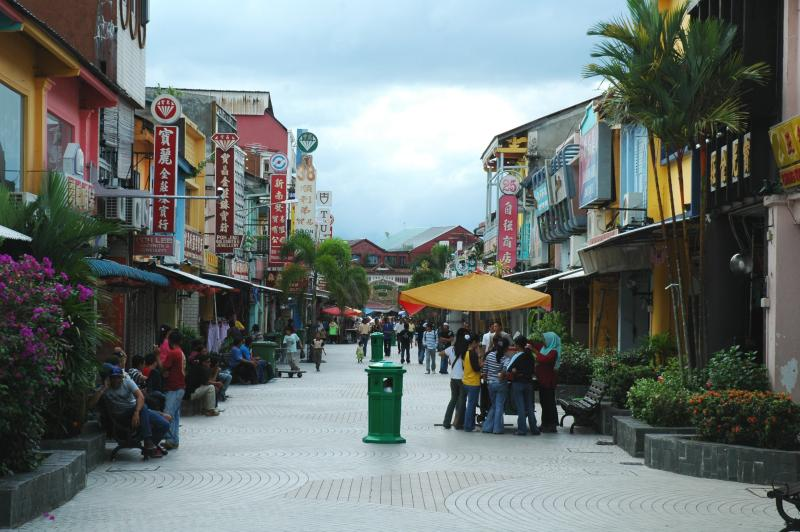
Die India Street noch ohne Überdachung

An den Alten Gerichtsgebäuden beginnt die India Street, an der sich seit den 1850er Jahren Inder ansiedelten. Die Straße wurde schließlich im Art-déco-Stil gestaltet. Heute ist die India Street eine überdachte Fußgängerzone.
Unmittelbar hinter der Jalan Main Bazaar, der ältesten Straße der Stadt, schließt sich die Altstadt an, die wie die Main Bazaar von chinesischen Händlern erbaut wurde und auch in Art déco und Kolonialstil gehalten ist. Zur Altstadt zählen auch die Alten Gerichtsgebäude, die India Street und der anschließend am anderen Ende der India Street liegende Markt, hinter dem das 1912 fertiggestellte Trockendock liegt, welches zu Flussseite hin auch die Altstadt abschließt.
Besonders am Abend ist die Waterfront bei Einheimischen und Touristen ein beliebtes Ziel. Jeden Abend findet vor dem DUN-Komplex eine musikalisch untermalte Laserlicht- und Wasserfontainenshow statt, die von der Waterfront aus gut zu besichtigen ist. Die futuristische Fußgängerbrücke über den Sarawak zwischen DUN-Komplex und Waterfront, abends farbig beleuchtet, setzt einen weiteren Akzent im Stadtbild.
Am Wochenende öffnet der riesige Weekend Market im Stadtteil Satok. Er hat einheimische Lebensmittel, tropische Fische, Gemüse und Urwaldfrüchte im Angebot.
Seit 1998 findet alljährlich das dreitägige Rainforest World Music Festival in Kuching statt.

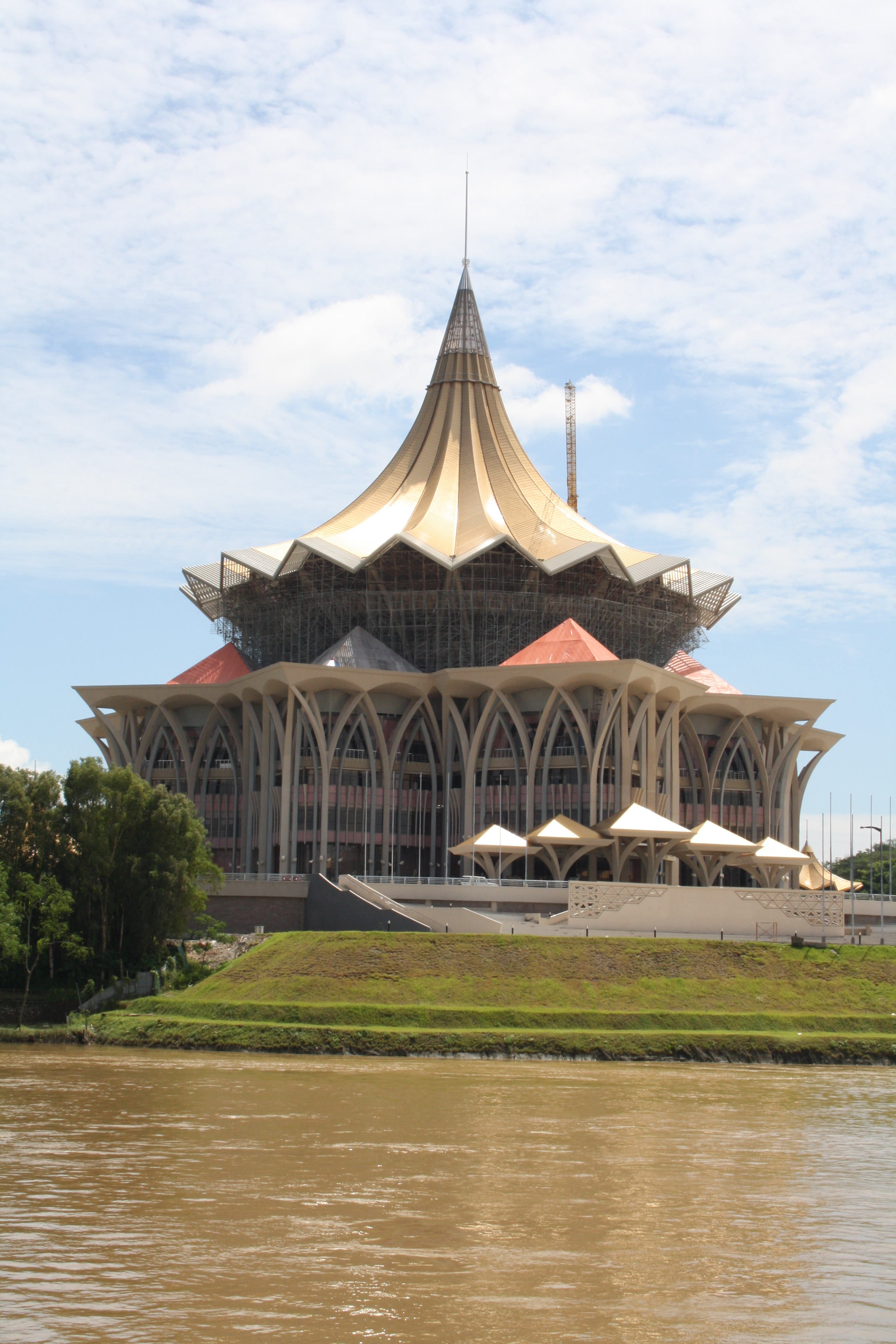
Parlamentsgebäude (DUN-Komplex); fast fertiggestellt im April 2009. DUN = Dewan Undangan Negeri / Staatliche gesetzgebende Versammlung

Ein großes Bauwerk, das die Skyline der Stadt maßgeblich prägt, ist der DUN-Komplex, der unter anderem das Parlament Sarawaks beherbergt. Das Gebäude befindet sich zwischen dem Fort Margherita und der Astana (der ehemaligen Residenz des Rajas) gegenüber der Kuching Waterfront. Es ist rund 125 Meter hoch und inklusive Anbauten ca. 200 Meter breit. Ein besonderer Augenmerk liegt auf der Dachkonstruktion, die schon von Weitem durch ihre goldene Farbe und ihr zeltdachförmiges Aussehen auffällt.

### Umgebung
In der Umgebung von Kuching befindet sich das Langhaus Annah Rais der Iban im Landesinneren, das Museumsdorf Sarawak Cultural Village am Berg Santubong (810 m) mit Aussicht auf die umliegenden Mangrovenwälder und der Damai-Beach, der Nationalpark Bako, der Kubah-Nationalpark mit dem Matang Wildlife Center, Jong’s Crocodile Farm und das Orang Utan Wildlife Sanctuary und etwa zwei Stunden entfernt der Gunung-Gading-Nationalpark mit den Rafflesias, den weltgrößten Blüten sowie der Batang Ai National Park.
Siehe auch: Nationalparks und Schutzgebiete in Malaysia

### Kulinarisches
Kuching hält zahlreiche lokale Spezialitäten für seine Besucher bereit. Diese sind in der Regel etwas schärfer gewürzt, aber dennoch für den „europäischen Magen“ geeignet. Getränke sind eher stärker gezuckert.
Zum Frühstück sehr beliebt sind Kolo Mee (Nudeln mit kleiner Fleischeinlage, meist Schwein), Wantan Mee, diverse andere Nudelvariationen mit Fisch und Meeresfrüchten als Einlage, Pau (gefüllte Dampfnudeln), Dim Sum und verschiedene süße Reiskuchen.
Zum Mittag- und Abendessen sind beinahe überall erhältlich: Laksa (Nudeleintopf mit verschiedenen Einlagen wie Hühnchen, Fisch oder Garnelen), Hühnchen (gekocht oder gebraten) mit Reis oder Nudeln, Curry, gemischtes Gemüse mit Reis, diverse Rind- und Schweinefleischgerichte, die meist mit Reis angeboten werden, gebratene Nudeln und gebratener Reis, welcher dann wahlweise mit Huhn, Rind oder Ente und mit Gemüse erhältlich ist.
Besonderheiten: Die meisten warmen Speisen wie Suppen, Reis und Nudelgerichte sind auch als „special“ erhältlich. Dabei handelt es sich entweder um eine stärkere Würze oder um das Beimengen von Innereien wie Leber, Herz oder Magen.

## Verkehr

### Flugverkehr
Nur 15 km vom Stadtzentrum entfernt befindet sich der im Jahr 2006 erweiterte, moderne Flughafen Kuching International Airport. Die Billigfluggesellschaft AirAsia bietet mehrere Inlandsstrecken an und plant, in Zukunft mit ihrer Tochtergesellschaft auch Strecken ins Ausland zu bedienen. Die Fluggesellschaft MASwings, ein Tochterunternehmen der Malaysia Airlines, bietet einige Strecken innerhalb Borneos an. Indonesische Fluglinien steuern Kuching ebenfalls an.

### Nahverkehr
Unter dem Namen Kuching Urban Transportation System (KUTS) soll ein öffentliches Nahverkehrssystem mit zwei Strecken entstehen, dessen erste Etappe 2025 in Betrieb gehen soll. Ziel des Projekts ist es, die Überlastung der Straßen durch den Individualverkehr im Großraum Kuching zu verringern. Das System soll als optisch geführtes Spurbussystem ausgeführt werden, wobei die Busse einen Wasserstoffantrieb erhalten sollen und auf eigenen Fahrspuren im vollautomatischen Betrieb verkehren sollen. Jeder Bus soll 300 Fahrgäste fassen und eine Geschwindigkeit von 70 km/h erreichen können. Die Lieferung der Busse, der Depotausrüstung und der Signal- und Leittechnik wurde im Februar 2022 durch Sarawak Metro ausgeschrieben. Diese Tochtergesellschaft der staatlichen Sarawak Economic Development Corporation (SEDC) wurde mit dem Bau und Betrieb des Systems beauftragt.

## Städtepartnerschaften
- Kunming, Volksrepublik China
- Xiamen, Volksrepublik China
- Zhenjiang, Volksrepublik China
- Pontianak, Indonesien
- Johor Bahru, Malaysia
- Dschidda, Saudi-Arabien
- Guro-gu, Südkorea
- Seattle, Vereinigte Staaten

## Söhne und Töchter der Stadt
- Koreyoshi Kurahara (1927–2002), japanischer Filmregisseur und Drehbuchautor
- Tsai Ming-liang (* 1957), Filmregisseur
- James Wan (* 1977), Drehbuchautor und Filmregisseur
- Mohd Azlan Iskandar (* 1982), Squashspieler
- Steph Song (* 1984), malaysische Schauspielerin chinesischer Herkunft

## Klimatabellen
|                       | Jan   | Feb   | Mär   | Apr   | Mai   | Jun   | Jul   | Aug   | Sep   | Okt   | Nov   | Dez   |   |         |
| Mittl. Tagesmax. (°C) | 29,8  | 30,2  | 31,3  | 32,3  | 32,7  | 32,7  | 32,4  | 32,4  | 32,0  | 31,9  | 31,6  | 30,6  | ⌀ | 31,7    |
| Mittl. Tagesmin. (°C) | 22,9  | 23,0  | 23,2  | 23,4  | 23,6  | 23,3  | 23,0  | 23,0  | 22,9  | 22,9  | 22,9  | 22,9  | ⌀ | 23,1    |
|                       |       |       |       |       |       |       |       |       |       |       |       |       |   |         |
| Niederschlag (mm)     | 684,1 | 473,3 | 338,6 | 272,9 | 241,8 | 220,3 | 185,6 | 229,6 | 262,3 | 338,6 | 371,5 | 498,1 | Σ | 4.116,7 |
|                       |       |       |       |       |       |       |       |       |       |       |       |       |   |         |
| Sonnenstunden (h/d)   | 3,9   | 4,4   | 5,0   | 5,5   | 5,9   | 6,1   | 5,7   | 5,4   | 4,8   | 4,7   | 4,5   | 4,4   | ⌀ | 5       |
|                       |       |       |       |       |       |       |       |       |       |       |       |       |   |         |
| Regentage (d)         | 22    | 17    | 16    | 17    | 15    | 14    | 13    | 14    | 16    | 19    | 22    | 22    | Σ | 207     |
|                       |       |       |       |       |       |       |       |       |       |       |       |       |   |         |
| Wassertemperatur (°C) | 27    | 27    | 28    | 29    | 29    | 29    | 28    | 28    | 28    | 28    | 28    | 28    | ⌀ | 28,1    |
|                       |       |       |       |       |       |       |       |       |       |       |       |       |   |         |
| Luftfeuchtigkeit (%)  | 89    | 88    | 86    | 86    | 86    | 84    | 83    | 83    | 85    | 86    | 88    | 89    | ⌀ | 86,1    |

| 22,9 |

| 23,0 |

| 23,2 |

| 23,4 |

| 23,6 |

| 23,3 |

| 23,0 |

| 23,0 |

| 22,9 |

| 22,9 |

| 22,9 |

| 22,9 |

| 22,9 |

| 23,0 |

| 23,2 |

| 23,4 |

| 23,6 |

| 23,3 |

| 23,0 |

| 23,0 |

| 22,9 |

| 22,9 |

| 22,9 |

| 22,9 |